# Shipshewana
Shipshewana – miasto w Stanach Zjednoczonych, w stanie Indiana, w hrabstwie LaGrange.